# Wisembach
Pour les articles homonymes, voir Wisembach (homonymie).
Wisembach est une commune française située dans le massif des Vosges, à l'est du département des Vosges et dans le Pays de la Déodatie. Se trouvant dans la région historique et culturelle de Lorraine, la commune fait maintenant partie de la région administrative Grand Est. 
Ses habitants sont appelés les Carfeuillats. Une autre appellation patoisante existe sous la forme de wisabé mais elle est aujourd'hui inusitée.

## Géographie

### Localisation
Wisembach est un village rural de taille modeste dépend du canton et de l'arrondissement de Saint-Dié-des-Vosges, acculé dans une gorge, entourée de hauteurs excepté à l'ouest où elle s'ouvre sur la vallée de la Fave et la vallée de la Meurthe menant vers Saint-Dié.

### Hameaux
Wisembach compte 3 hameaux sur l'ensemble du territoire communal.
- Le Repas, très proche de Gemaingoutte dont il est séparé par la rivière
- Diarupt
- Trou-des-Chevaux

### Écarts et lieux-dits
Wisembach compte 10 lieux-dits et écarts sur l'ensemble du territoire communal.
- Aubrigoutte
- La Basse du Coucou
- La Chavée
- Le Chener
- La Cude
- La Gravelle
- Grospeaux
- Les Yraux
- Le Mont
- Si-la-Côte

#### Communes limitrophes
La commune de Wisembach est limitrophe de quatre communes : Gemaingoutte, Combrimont Bertrimoutier et Lusse, et une commune haut rhinoise : Sainte-Marie-aux-Mines.
| Combrimont    | Lusse        |                        |
| Bertrimoutier | Wisembach    | Sainte-Marie-aux-Mines |
|               | Gemaingoutte |                        |

### Géologie et relief
Wisembach est située au pied du col de Sainte-Marie (772 mètres d'altitude) qui s'ouvre sur l'Alsace, à 14 kilomètres de Saint-Dié sur la route départementale 459 reliant Sélestat à Nancy. Son point culminant est atteint au Haut des Yraux (985 m d'altitude).
C'est une des 201 communes, réparties sur quatre départements (les Vosges, le Haut-Rhin, le Territoire de Belfort et la Haute-Saône), du parc naturel régional des Ballons des Vosges.

### Sismicité
Commune située dans une zone 3 de sismicité modérée.

### Climat
Pour des articles plus généraux, voir Climat du Grand Est et Climat des Vosges.
En 2010, le climat de la commune est de type climat de montagne, selon une étude du Centre national de la recherche scientifique s'appuyant sur une série de données couvrant la période 1971-2000. En 2020, Météo-France publie une typologie des climats de la France métropolitaine dans laquelle la commune est exposée à un climat semi-continental et est dans la région climatique  Vosges, caractérisée par une pluviométrie très élevée (1 500 à 2 000 mm/an) en toutes saisons et un hiver rude (moins de 1 °C). 
Pour la période 1971-2000, la température annuelle moyenne est de 9 °C, avec une amplitude thermique annuelle de 16,6 °C. Le cumul annuel moyen de précipitations est de 1 377 mm, avec 12,9 jours de précipitations en janvier et 11,1 jours en juillet. Pour la période 1991-2020, la température moyenne annuelle observée sur la station météorologique de Météo-France la plus proche, « Ste Croix aux Mines », sur la commune de Sainte-Croix-aux-Mines à 9 km à vol d'oiseau, est de 10,8 °C et le cumul annuel moyen de précipitations est de 1 094,4 mm. 
La température maximale relevée sur cette station est de 39,8 °C, atteinte le 4 août 2022 ; la température minimale est de −18,2 °C, atteinte le 20 décembre 2009,,. 
Les paramètres climatiques de la commune ont été estimés pour le milieu du siècle (2041-2070) selon différents scénarios d'émission de gaz à effet de serre à partir des nouvelles projections climatiques de référence DRIAS-2020. Ils sont consultables sur un site dédié publié par Météo-France en novembre 2022.

### Hydrographie et les eaux souterraines
Hydrogéologie et climatologie : Système d’information pour la gestion des eaux souterraines du bassin Rhin-Meuse :
- Territoire communal : Occupation du sol (Corinne Land Cover); Cours d'eau (BD Carthage),
- Géologie : Carte géologique; Coupes géologiques et techniques,
- Hydrogéologie : Masses d'eau souterraine; BD Lisa; Cartes piézométriques.

La commune est située dans le bassin versant du Rhin au sein du bassin Rhin-Meuse. Elle est drainée par le ruisseau le Blanc et le ruisseau de la Cude,.

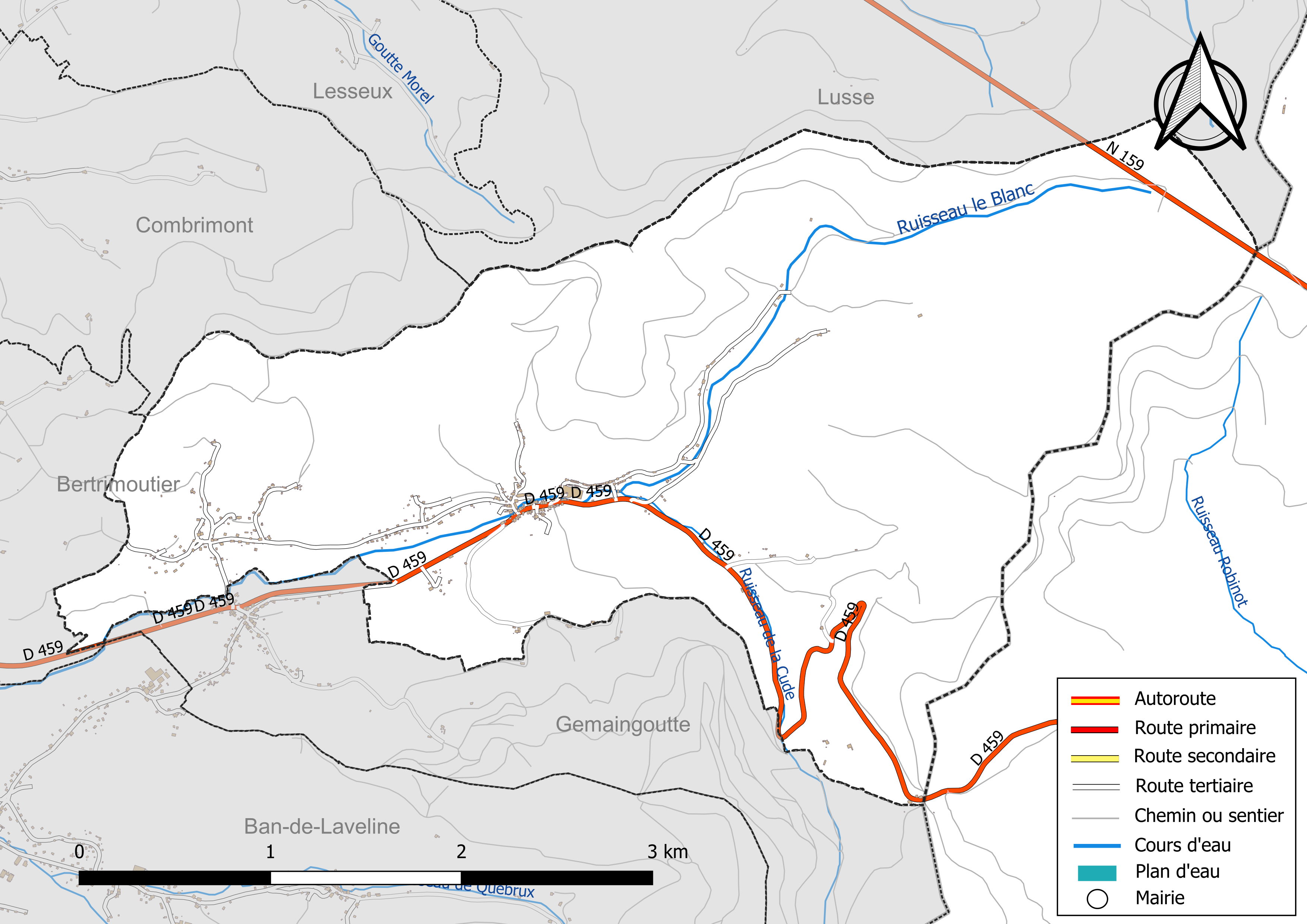
Réseaux hydrographique et routier de Wisembach.

La qualité des cours d’eau peut être consultée sur un site dédié géré par les agences de l’eau et l’Agence française pour la biodiversité.

## Urbanisme

### Typologie
Au 1er janvier 2024, Wisembach est catégorisée commune rurale à habitat dispersé, selon la nouvelle grille communale de densité à sept niveaux définie par l'Insee en 2022.
Elle est située hors unité urbaine. Par ailleurs la commune fait partie de l'aire d'attraction de Saint-Dié-des-Vosges, dont elle est une commune de la couronne,. Cette aire, qui regroupe 47 communes, est catégorisée dans les aires de 50 000 à moins de 200 000 habitants,.

### Occupation des sols
L'occupation des sols de la commune, telle qu'elle ressort de la base de données européenne d’occupation biophysique des sols Corine Land Cover (CLC), est marquée par l'importance des forêts et milieux semi-naturels (80,3 % en 2018), une proportion sensiblement équivalente à celle de 1990 (79,7 %). La répartition détaillée en 2018 est la suivante : 
forêts (80,3 %), prairies (17,7 %), zones urbanisées (1,9 %). L'évolution de l’occupation des sols de la commune et de ses infrastructures peut être observée sur les différentes représentations cartographiques du territoire : la carte de Cassini (XVIIIe siècle), la carte d'état-major (1820-1866) et les cartes ou photos aériennes de l'IGN pour la période actuelle (1950 à aujourd'hui).

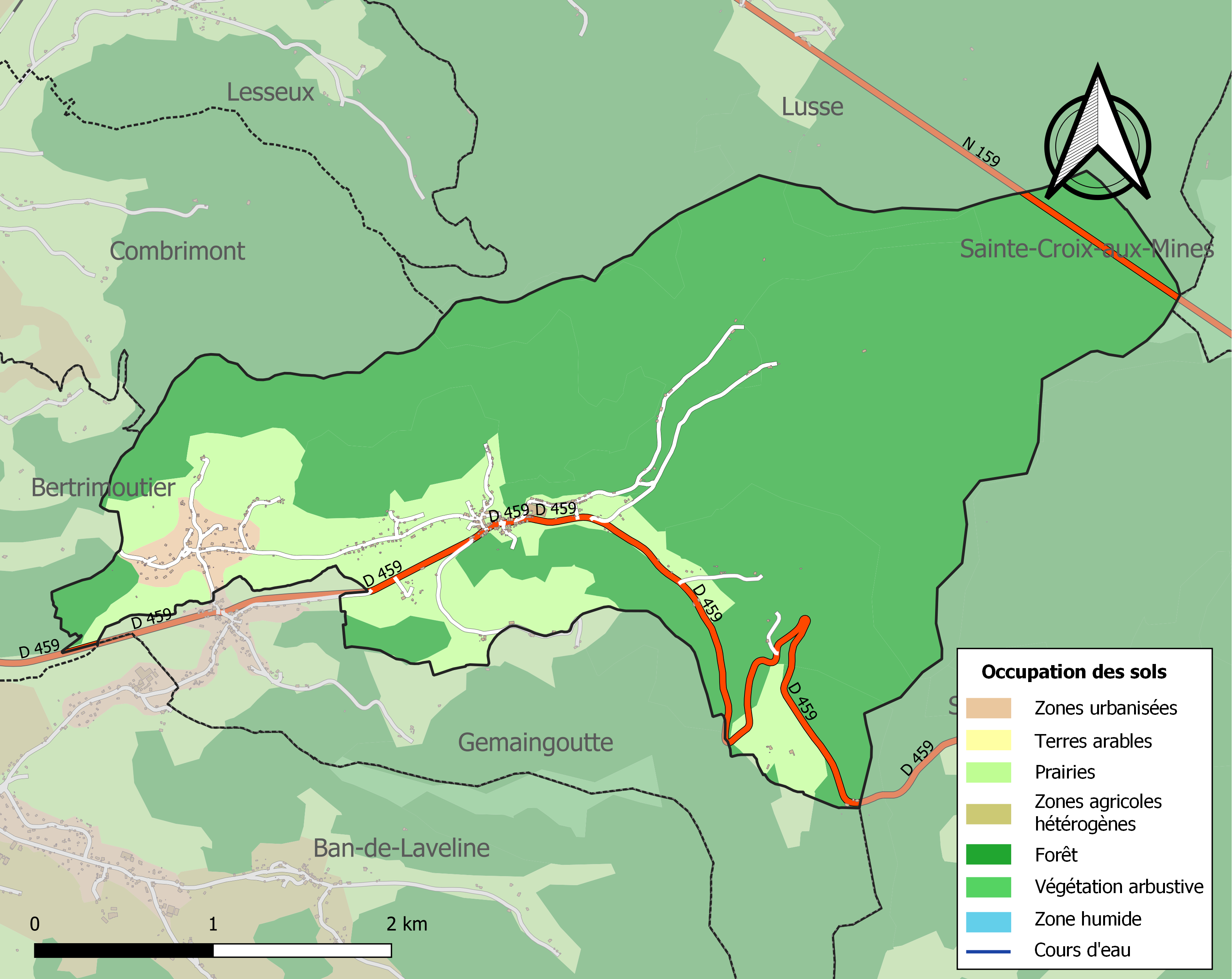
Carte des infrastructures et de l'occupation des sols de la commune en 2018 (CLC).

### Voies de communications et transports

#### Voies routières
- N59 vers Le Giron, Rave[15].
- D23 vers Ban-de-Laveline.
- D459 vers Sainte-Marie-aux-Mines.
- A35, aussi appelée autoroute des cigognes ou l'Alsacienne. Sorties Ostheim, Saint-Hippolyte.

#### Transports en commun

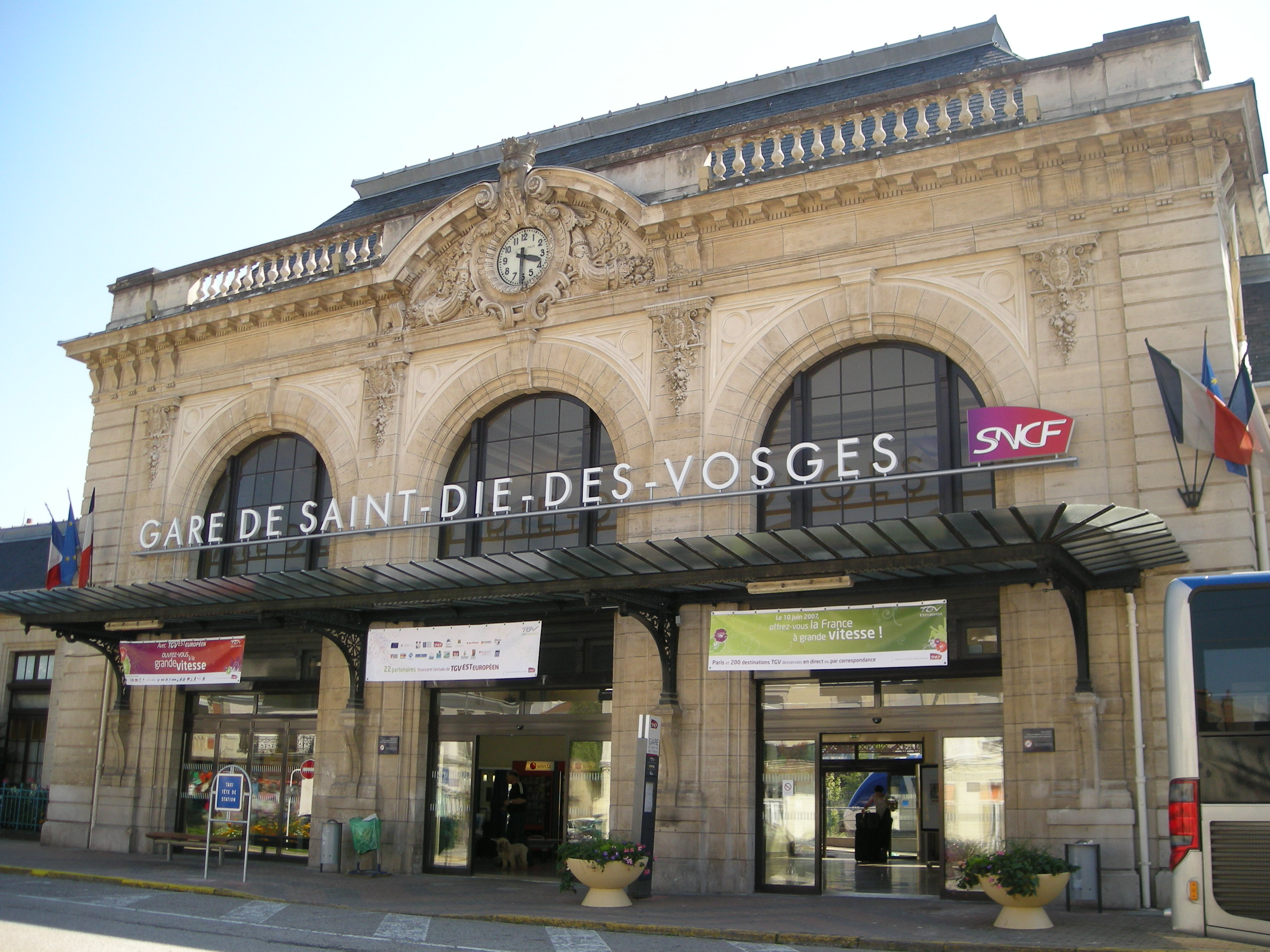
Gare de Saint-Dié-des-Vosges.

- Fluo Grand Est.

#### Lignes SNCF
- Gare de Saint-Dié-des-Vosges[16].
- Gare de Saales.
- Gare de Bourg-Bruche.

#### Transports aériens
- Aéroport de Colmar - Houssen.

## Toponymie

### Attestations anciennes
Le nom de la localité est mentionné sous les formes [Ulricus de] Wesembeg en 1180 (AD Vosges, G 566), Wisembach en 1250 (Rappoltst. Urk., I, 85), Wizembeiche en 1290 (Rappoltst. Urk., I, 138), Wyzemberche en 1290 (AD Meuse, B 256, fol. 4), Wissembeche en 1295 (Paris BnF (Mss.), Français 11823, f. 73), Wizemberche au XIIIe siècle (AD Meuse, B 256, f. 8), Wisaimbach en 1301 (AD Meuse, B 256, f. 64v), Albus Rivus en 1313 (AD Meurthe-et-Moselle, B 700, n° 10), Wyzembeche en 1340 (AD Vosges, G 261), [Arluyn de] Wycember en 1360 (AD Meurthe-et-Moselle, B 902, n° 18), Wyzembach en 1361 (AD Vosges, G 404), [Ecclesiam de] Vyzembacho en 1362 (AD Vosges, G 808), Wiscemberch en 1364 (Paris BnF (Mss.), NAL 2548, n° 96), Wysembech en 1381 (AD Meurthe-et-Moselle, B 902, n° 30), Wyzanbach en 1394 (Paris BnF (Mss.), NAL 2548, n° 125), Wyzemberch au XIVe siècle (AD Meurthe-et-Moselle, B 902, n° 322), Wysembach, Wysbaiche, Wyzembaiche au XIVe siècle (Paris BnF (Mss.), NAL 1546, p. 62, 101 et 222), Wysambach en 1402 (pouillés Trèves, p. 319), Wyssembech en 1435 (AD Meurthe-et-Moselle, B 902, n° 40), Wyssemberch en 1468 (AD Vosges, G 406), Wysembach en 1480 (AD Vosges, G 475).

### Étymologie

#### Origine attestée
Le nom sous sa forme actuelle est déjà attesté en 1250 et repose peut-être sur les éléments vieux haut allemand (h)wīʐ « blanc » (alsacien wiss, allemand weiß, même sens) et bah « ruisseau » (alsacien Bàch, allemand Bach, idem), c'est en tout cas cette signification que possède la traduction latine Albus Rivus de 1313. Albert Dauzat qui ne cite que Wesembeg en 1180, préfère pour expliquer le premier élément, le germanique wisa « prairie » (allemand Wiese « prairie ») et pour le second, le germanique bach « ruisseau », d'ailleurs la forme allemande moderne Wiesenbach va dans ce sens. Par « germanique », on ne sait guère ce qu'il entend : soit il s'agit du germanique commun auquel cas, l'astérisque est nécessaire (termes non attestés) et les mots donnés par lui ne conviennent pas, mais plus précisément le germanique commun *wisō et *bakiz, soit d'une langue germanique indéterminée. Si l'on émet l'hypothèse que le toponyme s'est formé entre le VIIIe siècle et le XIe siècle, la langue germanique est du vieux haut allemand, ancêtre de l'alémanique alsacien et les formes sont wisa et bach.

#### Interrogation sur les origines
Une interrogation subsiste cependant à propos du second élément -bach (et ses variantes), car il est cité alternativement avec un autre élément : -berch et ce, jusqu'au XVe siècle. Il y avait sans doute deux noms de lieux contigus bien distincts, basés sur deux appellatifs différents, comme c'est souvent le cas en toponymie. -berch représente vraisemblablement le vieux haut allemand berg « mont » (alsacien barg « mont »).
D'après Nicolas François Gravier, le village de Wisembach doit son nom à une colonie allemande qui, arrivée dans le val de Galilée par les gorges de Sainte Marie-aux-Mines, se fixa dans ce lieu[Quand ?]. Près de Wisembach, il existe une montagne connue anciennement sous le nom de Woed, qui a été francisé par le mot Varde. C'est sous ce nom que les anciens titres désignent le territoire de Wisembach et ses dépendances. Le démembrement de 1594 désigne la commune ainsi: la terre de Wurde de Wuisembach, et plus bas : Wuisembach où sont les fonderies pour les mines de la croix.
La forme patoise est Vouzèbè qui semble une adaptation romane du nom germanique altéré.

### La Varde-de-Wisembach
La Varde-de-Wisembach est attestée sous les formes [Une certenne terre… on val Sainct Diey, c'on dit] la Warde de Wisembech en 1381 (arch. de Meurthe-et-Moselle, B 902, n° 30), [La terre de] la Warde de Wissembach en 1473 (arch. de Meurthe-et-Moselle, B 902, n° 44), [La terre de] la Warde de Wysembach en 1480 (arch. des Vosges, G 475), [La terre et seigneurie de] la Warde en 1512 (arch. des Vosges, G 475, n° 60). Warde (> Varde) est la forme commune dans les dialectes d'oïl septentrionaux pour Garde (cf. la Warde à Courtémont ; Lawarde-Mauger, Somme ; Vardes, Seine-Maritime, etc.). Garde avait le sens de tour de garde et par extension de forteresse.

Il s'agissait d'une seigneurie qui comprenait, avec Wisembach, le Repas, Layegoutte, Bonipaire, Combrimont et Verpellière (Alix, nos 275-280). Le souvenir de cette seigneurie paraît être rappelé par le nom du bois de La Garde, communes de Combrimont et de Lesseux.

## Histoire

### Origines
Wisembach est mentionnée dès la fondation du monastère de Jointures à Saint-Dié. Ce monastère ne pouvant accueillir tous les disciples, saint Déodat (ou Dieudonné) fit bâtir une chapelle à Wisembach qu'il dédia à saint Barthélémy.
Le 2 mai 1290, le duc Ferry III de Lorraine engagea à Anselme, sire de Ribeaupierre, la garde de Wisembach, son ban et en justice, et son droit de péage de beffroi pour 560 francs que le duc lui devait. Il est dit dans ces lettres, que les hommes de la garde de Wisembach devaient le cri en armes depuis les montagnes d'Alsace jusqu'à Beauregard, château au-dessus de Raon-l'Étape. Il existe encore des engagements de la terre de varde de Wisembach, l'un de 1381, l'autre de 1473.
Wisembach était le chef-lieu d'un doyenné du district de Saint-Dié, comprenant les villages de Wisembach, Layegoutte, Repas, Bonipaire, une partie de Combrimont et Verpeillière, où les sujets étaient de mortemain, de sorte que lorsqu'un d'eux venait à décéder sans enfants, ses meubles revenaient au domaine, même lorsqu'il y avait des enfants pauvres qui fussent mariés, même si l'un d'eux ne l'était pas. Les habitants de la varde de Wisembach devaient annuellement au domaine une taille de 54 francs. Chaque nouvel habitant payait, pour droit d'entrée et de bourgeoisie, la somme de dix francs. Mais si ces nouveaux venus épousaient des filles du lieu, ils ne payaient que moitié du droit de bourgeoisie. Tous ceux qui vendaient du vin payaient 10 francs par an.

### Le Châtel-sur-Faîte
Sur le point culminant de la montagne qui sépare la lorraine de l'Alsace, le duc Thiébaut avait fait construire, vers la fin du XIIIe siècle, un château fort auquel il avait donné le nom de Châtel-sur-Faîte, et qui était destiné à contenir les invasions et à protéger le péage. Ce château a été entièrement détruit mais on ignore à quelle époque. Les derniers débris du château ont été récupérés après la Révolution par un habitant de Wisembach pour la construction de sa maison.

### Norbépaire
À un kilomètre de Wisembach, sur le chemin qui conduit au Repas, il existait autrefois un village appelé Norbépaire. L'époque de sa destruction n'est pas connue ; on prétend seulement qu'il fut, il y a longtemps, ruiné par un incendie. On a trouvé sur son emplacement un âtre de cheminée.

### Église Saint-Barthélémy
La construction de la tour de l'église de Wisembach remonte au XIIe siècle. La nef et le chœur ont été rebâtis en 1782, la nef par les habitants de la paroisse et le chœur par le chapitre de Saint-Dié, qui était chargé de l'entretien de cette partie de l'église à raison des dîmes qu'il percevait à Wisembach. La tradition fait remonter la construction de l'église au temps de Charlemagne, vers l'an 800. L'ancienne tour existe toujours, mais la nef et le chœur ont été reconstruits en 1779.

### Maire et écoles
La mairie et les écoles ont été construites en 1848. En 1814, le village fut rançonné par les armées de passage. Lors de la guerre de 1870, les combats furent limités, les Prussiens n'ayant pas emprunté le col de Sainte-Marie.

### Première Guerre mondiale
La commune de Wisembach a été décorée, le 12 octobre 1920, de la Croix de guerre 1914-1918.

## Politique et administration
| Période                                  | Période                    | Identité                   | Étiquette          | Qualité |
| ---------------------------------------- | -------------------------- | -------------------------- | ------------------ | --- |
| Les données manquantes sont à compléter. |                            |                            |                    | |
| 1951                                     | 1952                       | Jacques Ducreux            | Radical-socialiste | administrateur de société. Wisembach eut brièvement comme conseiller municipal puis maire Jacques Tacnet, élu sous la fausse identité de Jacques Ducreux, également député des Vosges jusqu'à sa mort accidentelle en 1952. |
| 1952                                     | 1953                       | Émile Delacôte             |                    | |
| 1953                                     | 1956                       | Aimé Perrin                |                    | |
| 1956                                     | 1971                       | René Gérardin              |                    | |
| 1971                                     | 1971                       | Maurice Châtelain          |                    | |
| 1971                                     | mars 1983                  | André Baradel              |                    | |
| mars 1983                                | juin 1995                  | Fernand Gérard (1931-2012) |                    | Retraité de l'armée de l'air |
| mars 1995                                | janvier 2010               | Jacques Armand             |                    | Démissionnaire en cours de mandat |
| mars 2010                                | avril 2012                 | Cyril Stieffatre           |                    | Démissionnaire pour raisons professionnelles |
| avril 2012                               | juillet 2020               | Pascal Schnelzauer         |                    | |
| juillet 2020                             | En cours (au 22 août 2023) | Rachel Voinson             |                    | Agricultrice |

### Budget et fiscalité 2022

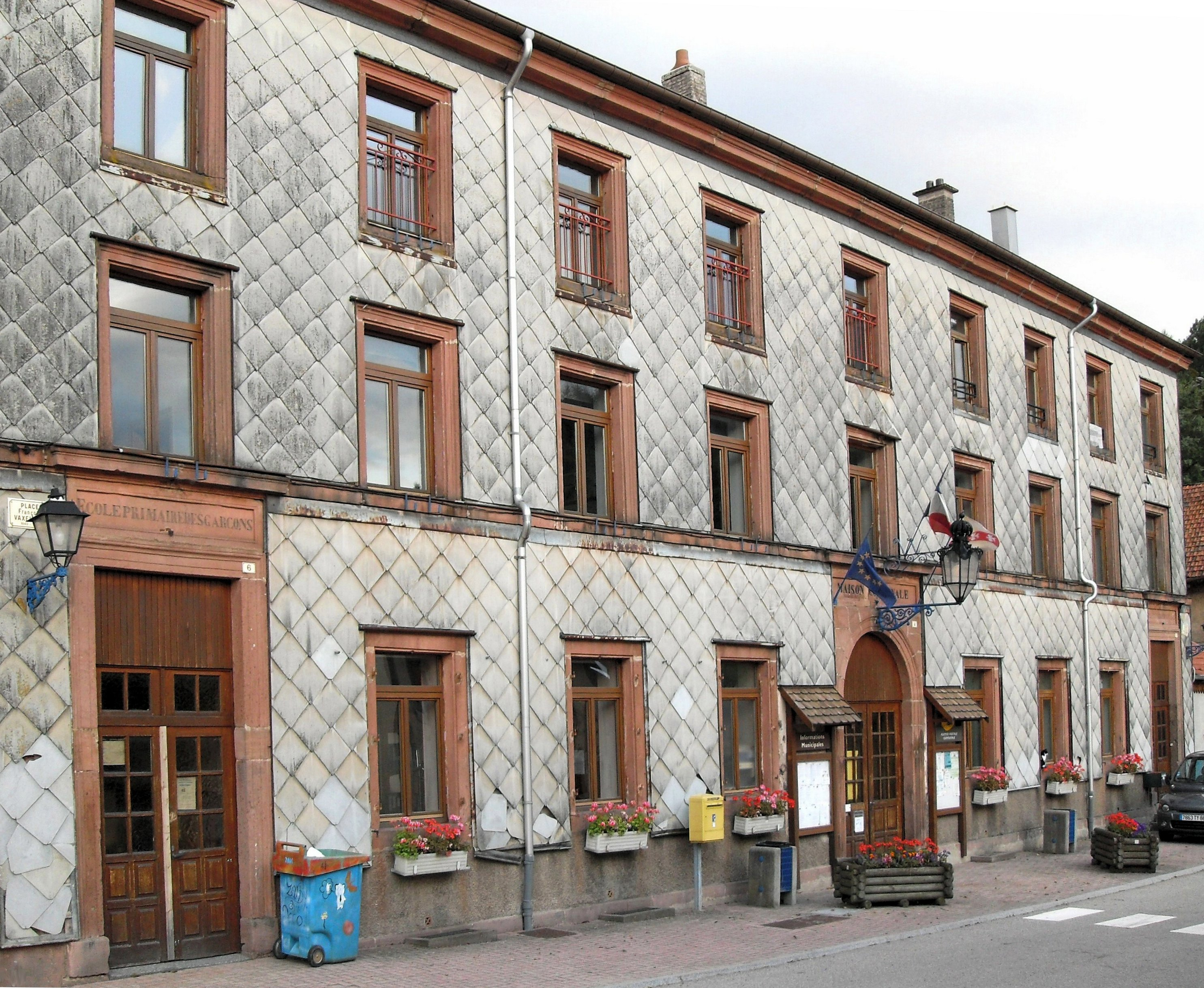
La mairie, place François-Vaxelaire.

En 2022, le budget de la commune était constitué ainsi :
- total des produits de fonctionnement : 382 000 €, soit 889 € par habitant ;
- total des charges de fonctionnement : 323 000 €, soit 753 € par habitant ;
- total des ressources d’investissement : 21 000 €, soit 50 € par habitant ;
- total des emplois d’investissement : 42 000 €, soit 98 € par habitant.
- endettement : 127 000 €, soit 297 € par habitant.

Avec les taux de fiscalité suivants :
- taxe d’habitation : 19,45 % ;
- taxe foncière sur les propriétés bâties : 34,42 % ;
- taxe foncière sur les propriétés non bâties : 24,36 % ;
- taxe additionnelle à la taxe foncière sur les propriétés non bâties : 0,00 % ;
- cotisation foncière des entreprises : 0,00 %.

Chiffres clés Revenus et pauvreté des ménages en 2021 : médiane en 2021 du revenu disponible, par unité de consommation : 23 690 €.

## Économie

### Entreprises et commerces

#### Agriculture
- Élevage d'autres bovins et de buffles.

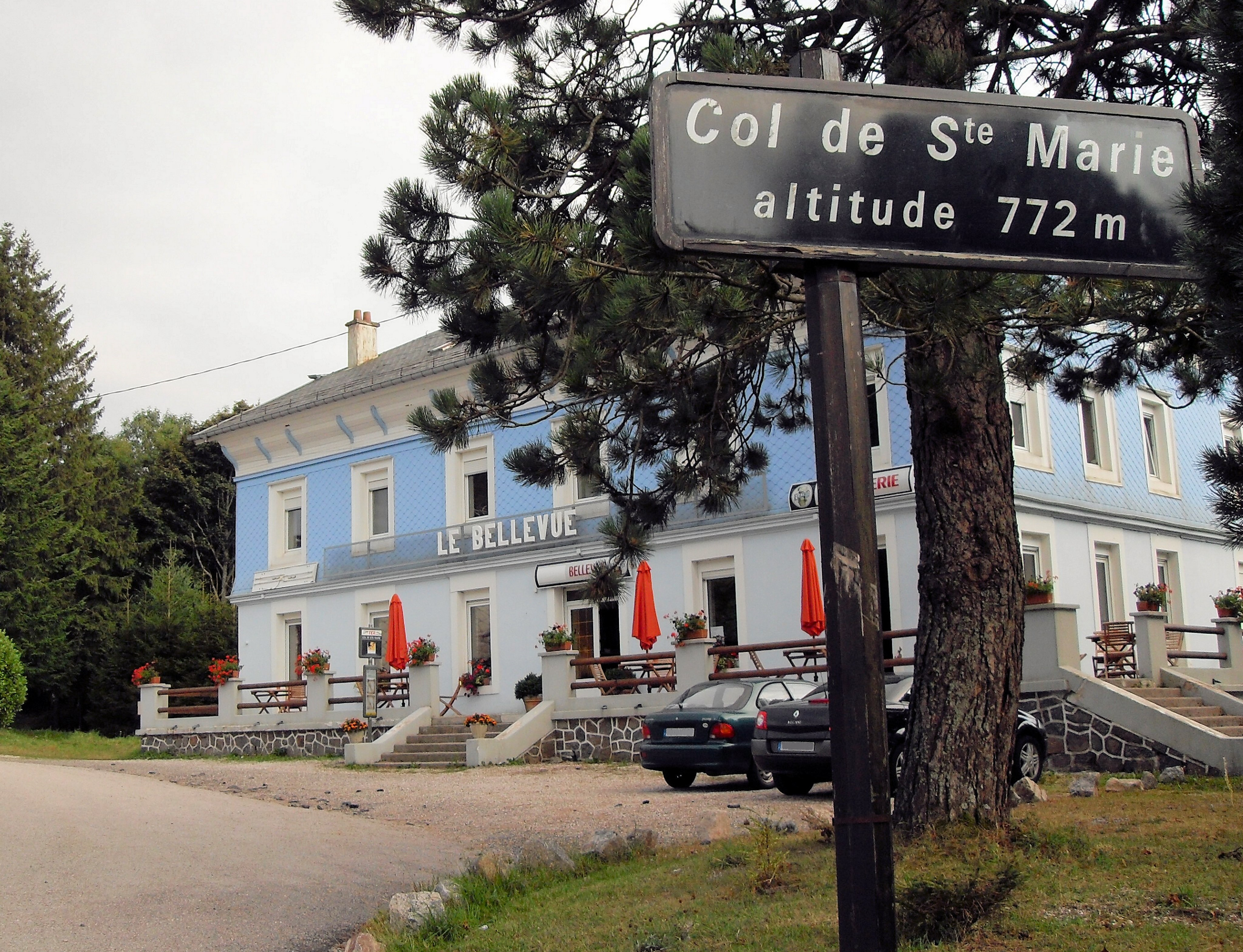
Le Bellevue. Col de Sainte-Marie.

- Élevage de vaches laitières.
- Élevage d'ovins et de caprins.
- Élevage de porcins.

#### Tourisme
- Hébergements et restauration à Gemaingoutte, Ban-de-Laveline, Lusse.
- L’hôtel restaurant Bellevue, hôtel du château de faîte[29].

#### Commerces
- Commerces et services de proximité.

## Population et société

### Démographie

#### Évolution démographique
L'évolution du nombre d'habitants est connue à travers les recensements de la population effectués dans la commune depuis 1793. Pour les communes de moins de 10 000 habitants, une enquête de recensement portant sur toute la population est réalisée tous les cinq ans, les populations de référence des années intermédiaires étant quant à elles estimées par interpolation ou extrapolation. Pour la commune, le premier recensement exhaustif entrant dans le cadre du nouveau dispositif a été réalisé en 2004.

En 2022, la commune comptait 428 habitants, en évolution de +6,2 % par rapport à 2016 (Vosges : −2,96 %, France hors Mayotte : +2,11 %).
| 1793 | 1800 | 1806 | 1821 | 1831  | 1836  | 1841  | 1846  | 1856  |
| ---- | ---- | ---- | ---- | ----- | ----- | ----- | ----- | ----- |
| 811  | 768  | 873  | 992  | 1 137 | 1 251 | 1 305 | 1 286 | 1 089 |

| 1861  | 1866  | 1876  | 1881  | 1886  | 1891 | 1896 | 1901 | 1906 |
| ----- | ----- | ----- | ----- | ----- | ---- | ---- | ---- | ---- |
| 1 139 | 1 146 | 1 216 | 1 091 | 1 011 | 963  | 953  | 841  | 808  |

| 1911 | 1921 | 1926 | 1931 | 1936 | 1946 | 1954 | 1962 | 1968 |
| ---- | ---- | ---- | ---- | ---- | ---- | ---- | ---- | ---- |
| 784  | 385  | 564  | 546  | 502  | 524  | 504  | 428  | 381  |

| 1975 | 1982 | 1990 | 1999 | 2004 | 2006 | 2009 | 2014 | 2019 |
| ---- | ---- | ---- | ---- | ---- | ---- | ---- | ---- | ---- |
| 363  | 356  | 370  | 428  | 412  | 399  | 407  | 406  | 419  |

| 2022 | - | - | - | - | - | - | - | - |
| ---- | - | - | - | - | - | - | - | - |
| 428  | - | - | - | - | - | - | - | - |

### Enseignement
Établissements d'enseignements :
- Écoles maternelles et primaires à Lusse, Ban-de-Laveline, Sainte-Marie-aux-Mines, Raves.
- Collèges à Sainte-Marie-aux-Mines, Provenchères-et-Colroy, Saint-Dié-des-Vosges, Fraize.
- Lycées à Sainte-Marie-aux-Mines, Saint-Dié-des-Vosges.

### Santé
Professionnels et établissements de santé :
- Médecins à Ban-de-Laveline, Sainte-Marie-aux-Mines, Le Beulay, Sainte-Croix-aux-Mines.
- Pharmacies à Ban-de-Laveline, Sainte-Marie-aux-Mines, Sainte-Croix-aux-Mines, Provenchères-sur-Fave.
- Hôpitaux à Sainte-Marie-aux-Mines, Le Bonhomme, Fraize, Fréland.

### Cultes
- Culte catholique, Paroisse La-Sainte-Trinité[36], Diocèse de Saint-Dié.

## Vie locale et patrimoine

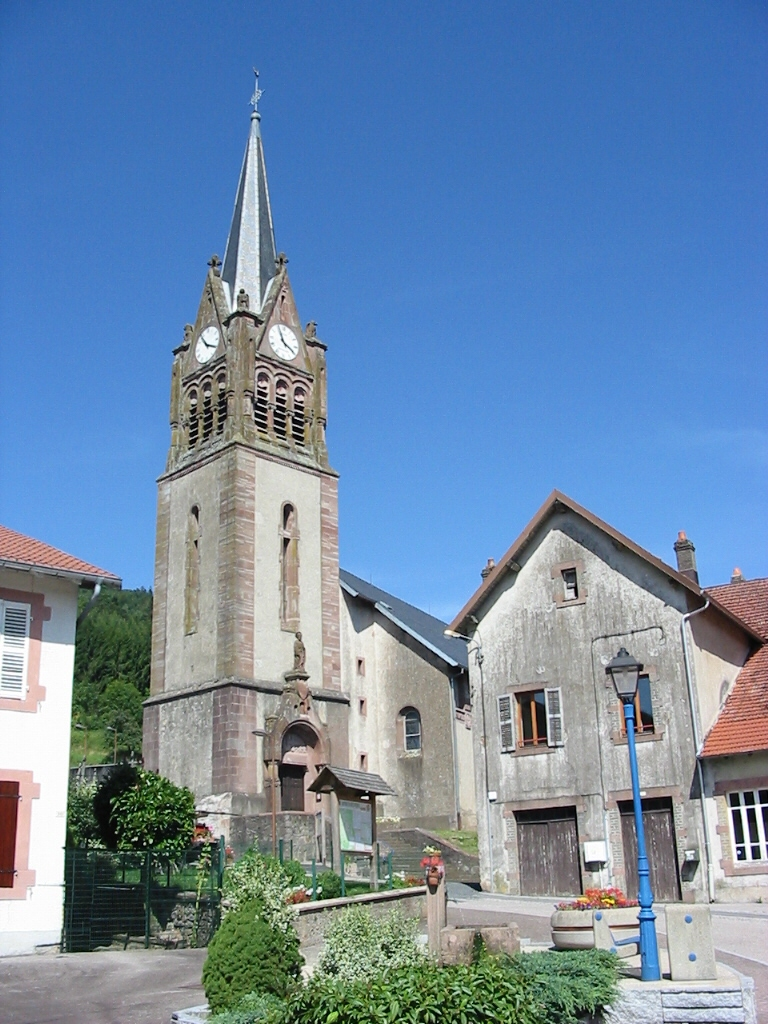
L'église Saint-Barthélemy.
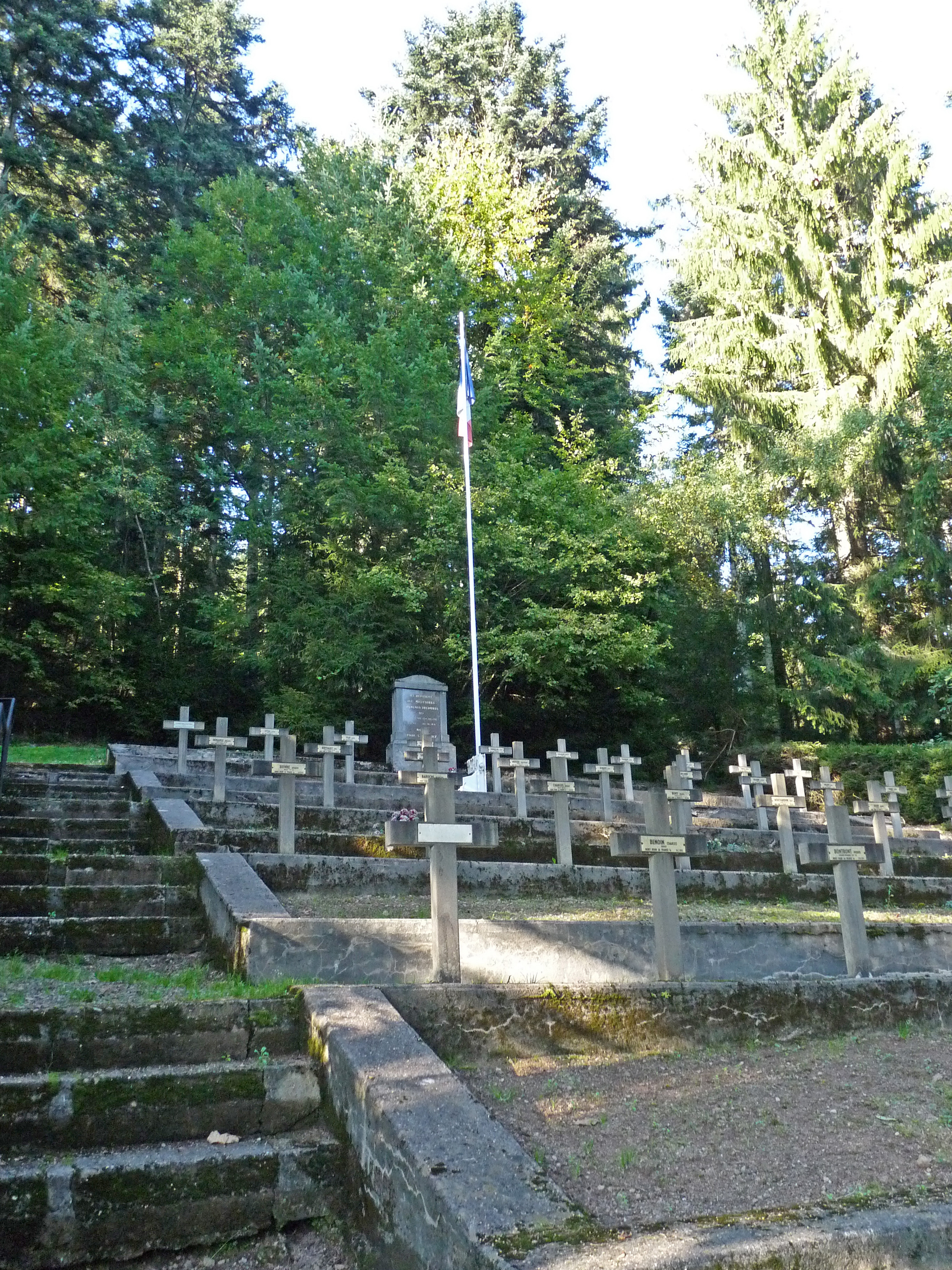
Nécropole nationale au col de Sainte-Marie (68).
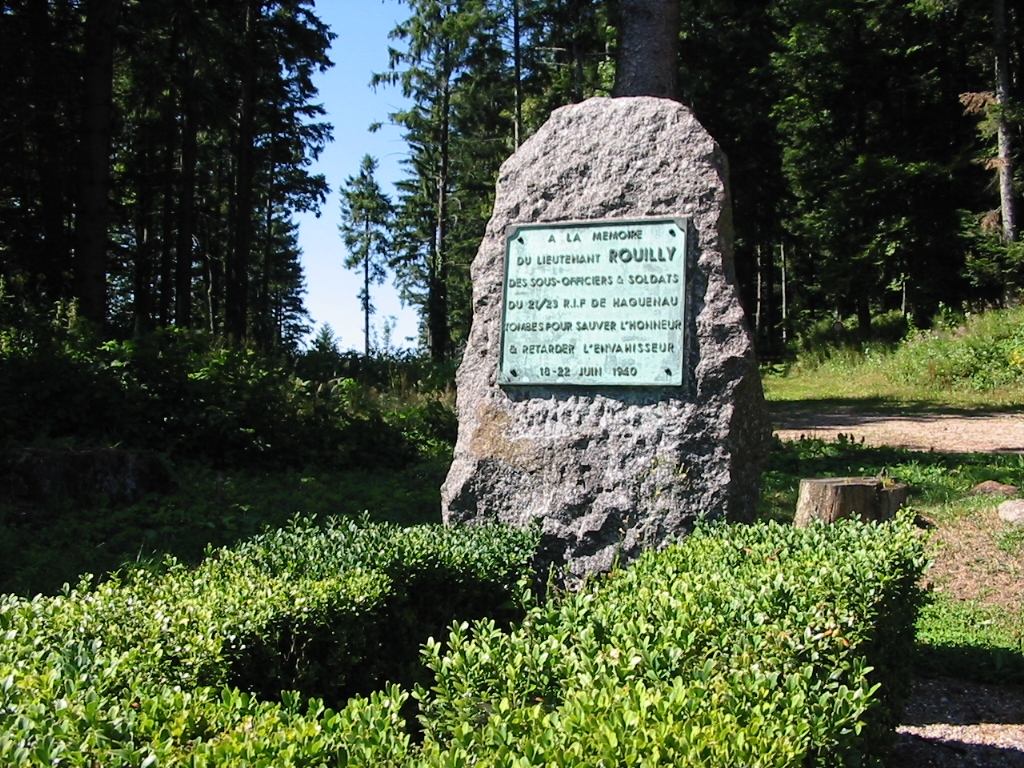
Monument érigé à la mémoire du lieutenant Rouilly, des sous-officiers et soldats du 21 / 23 Régiment d'infanterie de forteresse (R.I.F.).
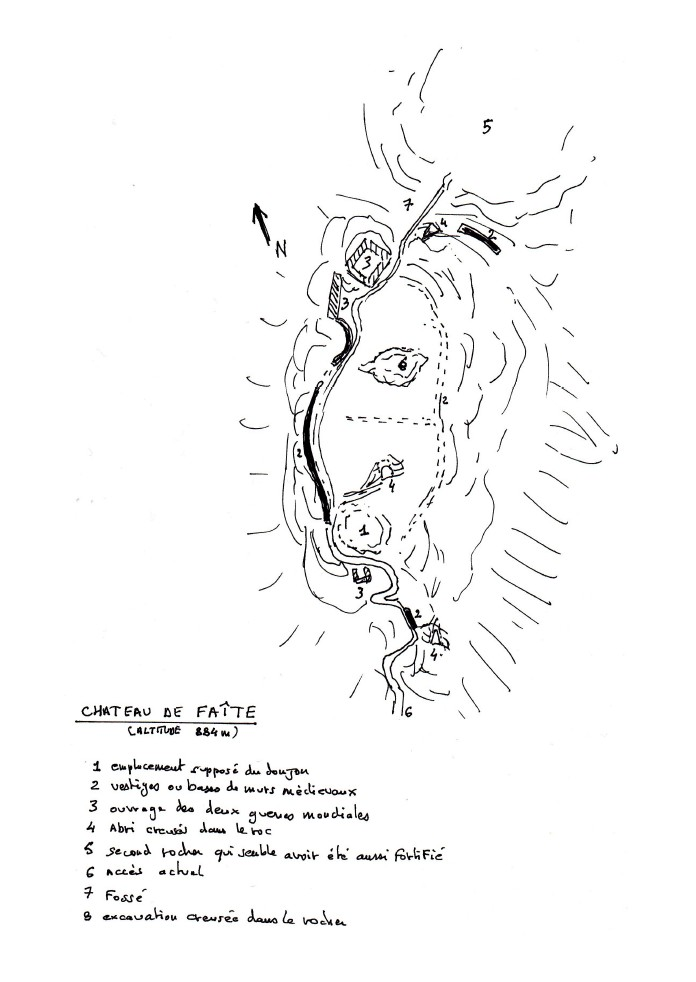
Croquis du château de Faîte.

### Lieux et monuments
- Tour de l'enceinte du village, datant du XVe siècle.
- Église Saint-Barthélemy, érigée en 1782, a été reconstruite en 1921, à la suite de sa destruction en 1914[37].

Son orgue a été réalisé en 1930 par Edmond Alexandre Roethinger.
- Calvaires, fontaines, frontons de porte.
- Monument aux morts[40].
- Anciennes fonderies[41].
- Château de Châtel-sur-Faîte. Depuis le site, point de vue admirable sur la plaine d'Alsace et les crêtes des Ballons des Vosges.

### Fermes
Une enquête thématique régionale (architecture rurale des Hautes-Vosges) a été réalisée par le service régional de l'inventaire,, :
- La Belle Vue ;
- Varépré.

### Communication locale
La communication au sein de la commune de Wisembach se fait à travers deux média :
- La station Illiwap[45], gérée par la municipalité, pour les informations de la municipalité à destination des habitants.
- Le médium Le Lavelinois[46], présent sur les réseaux sociaux, pour les informations entre les Carfeuillats et les intéressés

### Personnalités liées à la commune
- Jean Basin, chanoine de Saint-Dié, linguiste, fut nommé curé de Wisembach le 4 avril 1494. Son nom est associé au Gymnase Vosgien réuni par Vautrin Lud.
- François Vaxelaire, né à Wisembach, entrepreneur belge fondateur des grands magasins Bon marché de Belgique[47]. Un monument en son honneur, placé près de la mairie et surmonté de son buste a été inauguré le 28 mai 1927.
- Albert Görge (1884-1970) parlementaire français de Seine-et-Marne né à Wisembach.

### Héraldique
| Blason | Blasonnement : Coupé au 1er d'azur à deux monts de sinople entre lesquels coule une rivière d'argent, chargé d'un cerf d'argent au dextre et d'un sapin de même au sénestre. Au second parti au 1) d'azur à la croix de Lorraine d'or et au 2) aussi d'or à la bande de gueule chargée de 3 alérions d'argent,. Commentaires : blason adopté lors de la réunion du conseil municipal du 4 novembre 2008 et validé lors de la délibération du 2 décembre de la même année. On y voit la ligne bleue des Vosges, le col, le Blanc Ru et la forêt giboyeuse. Les armes en pointe sont de l'arrondissement de Saint-Dié et de la Lorraine. |

## Pour approfondir